# Abbreviata
Abbreviata ist eine Gattung der Rollschwänze mit 44 Arten. Sie sind Parasiten im Magen bei Reptilien (vor allem Echsen), selten auch bei Amphibien, Nagetieren und Primaten. Sie kommen weltweit vor.

## Merkmale
Abbreviata hat die Merkmale der Physalopterinae. Die Gattungen werden anhand der Pseudolippen unterschieden. Bei Abbreviata ist jede Pseudolippe mit einem äußeren seitlichen Zahn und einem inneren seitlichen Zahn besetzt. Zudem treten zwei Doppelpaare submedianer Zähne an jeder Pseudolippe auf.

## Lebenszyklus
Der Lebenszyklus der Abbreviata-Arten ist wenig erforscht. Vermutlich dienen Wirbellose wie Käfer, Fang- und Heuschrecken als Zwischenwirt. Larven können aber auch bei Säugetieren, Reptilien und Amphibien gefunden werden, so dass es schwierig zu unterscheiden ist ob sie End-, Zwischen- oder Stapelwirt sind. Manchmal werden sie als Pseudoparasit bei ungewöhnlichen Wirten gefunden, wenn Räuber den Endwirt samt Parasiten verschlingen.

## Systematik
Hodda (2022) ordnet die Gattung in die Tribus Physalopterini, Untertribus Physalopterinii ein. Die Gattung enthält folgende Arten:
- Abbreviata abbreviata (Rudolphi, 1819)
- Abbreviata achari Mirza, 1935
- Abbreviata aechmespiculum Jones, 1978
- Abbreviata affinis Gedoelst, 1916
- Abbreviata anomala Jones, 1986
- Abbreviata antarctica Linstow, 1899
- Abbreviata bahamensis Moravec, Coy-Otero & Barus, 1990
- Abbreviata bancrofti Irwin-Smith, 1922
- Abbreviata barrowi Jones, 1978
- Abbreviata baylisi Chabaud, 1956
- Abbreviata boevi Shaikenov, 1966
- Abbreviata caucasica von Linstow, 1902
- Abbreviata clelandi Irwin-Smith, 1922
- Abbreviata confusa Johnston & Mawson, 1942
- Abbreviata damarensis Prudhoe & Harris, 1971
- Abbreviata demansiae Johnston & Mawson, 1948
- Abbreviata glebopalmae Jones, 1989
- Abbreviata hastaspicula Jones, 1979
- Abbreviata indica Soota, Srivastava & Ghosh, 1969
- Abbreviata kaulensis Jones, 1979
- Abbreviata kazachstanica Marcov & Paraskiv, 1956
- Abbreviata kimberleyensis Jones, 1989
- Abbreviata kolayatensis Soota & Chaturvedi, 1969
- Abbreviata kumarinae Jones, 1978
- Abbreviata kuwaitensis Khalil, Hassounah & Behbehani, 1979
- Abbreviata leiperi Skrjabin, 1924
- Abbreviata levicauda Jones, 1983
- Abbreviata melanesiensis Jones, 2004
- Abbreviata mirzai Soota & Chaturvedi, 1969
- Abbreviata nyassae Fitzsimmons, 1964
- Abbreviata ortleppi (Sandground, 1928)
- Abbreviata paradoxa Linstow, 1908
- Abbreviata perenticola Jones, 1985
- Abbreviata pilbarensis Jones, 1986
- Abbreviata poicilometra Sandground, 1936
- Abbreviata polydentata Walton, 1932
- Abbreviata quadrovaria Leper, 1908
- Abbreviata ranae Walton, 1931
- Abbreviata schulzi Markov & Bogdanov, 1961
- Abbreviata terrapenis Hill, 1941
- Abbreviata tumidocapitis Jones, 1983
- Abbreviata turkomanica Andrushko & Markov, 1956
- Abbreviata uzbekistanica Bogdanov & Markov, 1955
- Abbreviata varani Parona, 1889

Synonyme sind Abbreviata Schulz, 1927 (falsch zugeordneter Erstbeschreiber) und Abreviata Travassos, 1920.